# Maurice (film)
Pour les articles homonymes, voir Maurice.
Cet article concerne le film. Pour l'article sur le roman, voir Maurice (roman).
Pour plus de détails, voir Fiche technique et Distribution.
Maurice est un film dramatique britannique coécrit et réalisé par James Ivory, sorti en 1987. Il s’agit de l’adaptation du roman éponyme posthume largement autobiographique d'Edward Morgan Forster.

## Synopsis
1909-1910. À Cambridge, Maurice Hall, d'une famille de la haute bourgeoisie, séduisant jeune homme ouvert et spontané, sympathise avec deux aristocrates et esprits forts : le dandy Risley et le séduisant mais tourmenté Clive Durham. Très vite, Maurice et Clive éprouvent l’un pour l’autre plus que de l’amitié. Mais Clive ne veut dans leur relation qu'un amour platonique qui ne satisfait pas Maurice. Renvoyé de l’Université, Maurice décide de faire carrière dans les affaires à la City tout en continuant à voir Clive dans la propriété de ce dernier à Pendersleigh Park où les jeunes gens continuent de flirter sous l'œil peu avisé de leur famille et sous celui, plus clairvoyant, des domestiques. 
1911. Destiné à une carrière d’avocat et à un brillant avenir politique dans son comté, Clive passe tous ses week-ends londoniens avec Maurice. La condamnation de Risley pour conduite immorale (il est pris en flagrant délit et en Grande-Bretagne l'homosexualité est un crime), sa déchéance sociale l’effraie et il décide de prendre ses distances avec Maurice. 
1912. Au retour d’un voyage en Grèce, Clive rompt brutalement avec Maurice : « Nous devons changer ». 
1913. Clive se marie avec Anne, une jeune fille de son milieu, et Maurice, en visite à Penderleigh, tombe sous le charme du jeune garde-chasse, Alec Scudder qui assume ce qu'il est. Les deux jeunes gens ont une liaison. Après avoir en vain essayé de « guérir » son homosexualité, après avoir lutté contre son attirance et sa méfiance pour Scudder, Maurice s'accepte tel qu'il est, prend le risque de vivre pleinement cet amour-là, le révèle à Clive chez qui on peut deviner l'ombre d'un regret.

## Fiche technique
- Titre original : Maurice
- Réalisation : James Ivory
- Scénario : Kit Hesketh-Harvey et James Ivory, d'après le roman éponyme d'Edward Morgan Forster
- Direction artistique : Brian Ackland-Snow
- Décors : Peter James et Brian Savegar
- Costumes : Jenny Beavan et John Bright
- Photographie : Pierre Lhomme
- Son : Mike Shoring
- Montage : Katherine Wenning
- Musique : Richard Robbins
- Production : Ismail Merchant ; Paul Bradley (producteur exécutif)
- Sociétés de production : Merchant Ivory Productions ; Cinecom Pictures et Film Four International (associées)
- Société de distribution : Enterprise Pictures Limited (Royaume-Uni)
- Pays d’origine :  Royaume-Uni
- Langue originale : anglais
- Format : couleur
- Genre : drame
- Durée : 140 minutes
- Dates de sortie :
  - Italie : 5 septembre 1987 (Mostra de Venise)
  - France : 9 décembre 1987

## Distribution
- James Wilby (VF : Bernard Gabay) : Maurice Hall, un jeune bourgeois homosexuel qui s'éprend d'un aristocrate de son âge
- Hugh Grant (VF : Éric Herson-Macarel) : Clive Durham, un jeune aristocrate, étudiant en droit, qui éprouve pour Maurice un amour qu'il veut platonique
- Rupert Graves (VF : Lionel Henry) : Alec Scudder, le jeune garde-chasse
- Denholm Elliott (VF : Henri Poirier) : Le docteur Barry, le parrain de Maurice
- Simon Callow (VF : Jacques Brunet) : Mr. Ducie, l'instituteur de Maurice quand il était enfant
- Billie Whitelaw (VF : Marion Loran) : Mme Hall, la mère de Maurice
- Barry Foster (VF : Jean-Pierre Delage) : Dean Cornwallis
- Judy Parfitt (VF : Martine Sarcey) : Mme Durham, la mère de Clive
- Catherine Rabett (VF : Anne Deleuze) : Pippa Durham
- Phoebe Nicholls (VF : Nathalie Juvet) : Anne Durham, la femme de Clive
- Patrick Godfrey (VF : Jacques Ciron) : Simcox, le valet de Clive
- Mark Tandy (VF : José Luccioni) : Risley, un étudiant homosexuel, ami de Clive et Maurice
- Ben Kingsley (VF : Pierre Vaneck) : Lasker-Jones, un médecin hypnotiseur
- Helena Michell (VF : Agathe Mélinand) : Ada Hall, une sœur de Maurice
- Kitty Aldridge (VF : Dorothée Jemma) : Kitty Hall, une sœur de Maurice
- Michael Jenn (VF : Jean-Luc Kayser) : Archie London, le fiancé de Pippa
- Peter Eyre : le révérend Borenius
- Helena Bonham Carter (VF : Sylvie Moreau) : une spectatrice pendant le match de cricket

## Commentaires
(octobre 2021).
- Si vous ne connaissez pas le sujet, laissez ce bandeau (vous pouvez alors contacter les auteurs).
- Si vous supprimez le contenu mis en cause (vous pouvez préalablement contacter les auteurs),

argumentez précisément cette suppression dans la page de discussion
(un manque de référence n'est pas un argument ; une recherche réelle de référence doit avoir été effectuée, être formellement documentée).
Maurice raconte la difficulté de vivre son homosexualité dans l'univers conformiste et répressif de l’Angleterre édouardienne. Il s’agit sans doute du sommet de la trilogie consacré par Ivory à l’adaptation d’œuvres de Forster et qui comprend aussi Chambre avec vue et Retour à Howards End. Il bénéficie du soin habituel des productions Merchant/Ivory mais il est animé d’un souffle que l’on trouve plus rarement chez ce réalisateur : les trois interprètes principaux sont particulièrement remarquables. 
Maurice est le roman le plus autobiographique de son auteur et ne fut publié qu’à titre posthume en raison de son sujet scandaleux. L’histoire se déroule dans un pays et à une époque où l’homosexualité était un délit passible de la prison et du fouet. Parfait représentant de la Middle class, élevé dans les valeurs traditionnelles, soucieux de ne rien faire dont il puisse être honteux, Maurice découvre la vérité de ses sentiments par l’aveu de Clive : « j’aurais vécu une vie de larve si vous ne m’aviez réveillé ». Clive regrette d’ailleurs aussitôt son aveu : il a peur d’être dénoncé au doyen ou à la police. Le personnage de Risley, personnage qui a beaucoup été développé et transformé par rapport au roman, s’inspire d’Oscar Wilde, victime d’un procès retentissant. De même, Maurice, vers la fin du film craint-il d’être victime d’un chantage de la part de son jeune amant. Il avait dit à Clive : « Nous sommes des hors-la-loi, tout cela nous serait enlevé si les gens savaient ». Clive semble sacrifier son bonheur, et se transforme en pantin guindé et corseté par les conventions par peur du scandale, comme le souligne Lasker-Jones, l’hypnotiseur que consulte Maurice pour se guérir de son mal : « l'Angleterre n'a jamais eu beaucoup d'inclination pour accepter la nature humaine ».
Dans une société figée en castes où les aristocrates regardent de haut les bourgeois et ne voient même pas leurs domestiques, la liaison entre Maurice et Alec est d’autant plus intolérable. De nombreux critiques ont reproché le happy end, un tel amour ne pouvant selon eux avoir d’avenir en raison des différences sociales ; la vie même de Forster contredit pourtant cette vision.
Le dernier plan, montrant Clive à la fenêtre, alors que surgit une dernière fois l’image de Maurice tel qu’il l’avait connu à Cambridge, souligne le gâchis d’une existence qui s’est soumise aux règles de la normalité. Maurice, lui, a brisé la cage et choisi pour la première fois d’être lui-même : conclusion romantique mais dont l’optimisme est tempéré par la date où s’achève l’histoire, à la veille de la Grande Guerre.
On note, pendant le match de cricket, une brève apparition d'Helena Bonham Carter, vue précédemment dans Chambre avec vue (A Room With a View).

## Distinctions

### Récompenses
- Mostra de Venise 1987 :
  - Lion d'argent
  - Coupe Volpi de la meilleure interprétation masculine pour Hugh Grant et James Wilby
  - Meilleure musique pour Richard Robbins

### Nomination
- Oscars 1987 : Meilleurs costumes pour Jenny Beavan et John Bright